# Ouăle roșii
Ouăle roșii este o operă literară scrisă de Ion Luca Caragiale. 